# Hôpital général de Laon
L’hôpital général  est un édifice  située dans la ville haute à Laon, en France.

## Localisation
L'ancien hôpital est située dans le département français de l'Aisne, sur la commune de Laon. Il est dans l'ouest de la ville médiévale entre les rues du 13 octobre 1918, des Scots irlandais, Devisme et la rue des Frères.

## Historique
L'hôpital est construit sur la demande de César d'Estrées, évêque de Laon autour d'une cour carrée.
La chapelle et le reste de l'aile est ainsi que l'aile nord furent élevées entre 1677 et 1687 par Jean Marest, agent voyer de la ville. L'aile sud est un grenier d'abondance bâti entre 1749 et 1750 par l'architecte François Housset. La cour fut fermée en 1849 par l'achèvement de l'aile ouest et la construction de l'aile sud sur les plans de Van Cleemputte.
Il devint le siège de la Commandantur pendant l'occupation de la France par l'Allemagne pendant la Seconde Guerre mondiale.
L'édifice est recensé au titre des monuments historiques et inscrit en par arrêté du 12 août 1993 .
Il est actuellement un centre de formation et le bâtiment sur la rue Devisme est la résidence César d'Estrée.

## Galerie de photographies

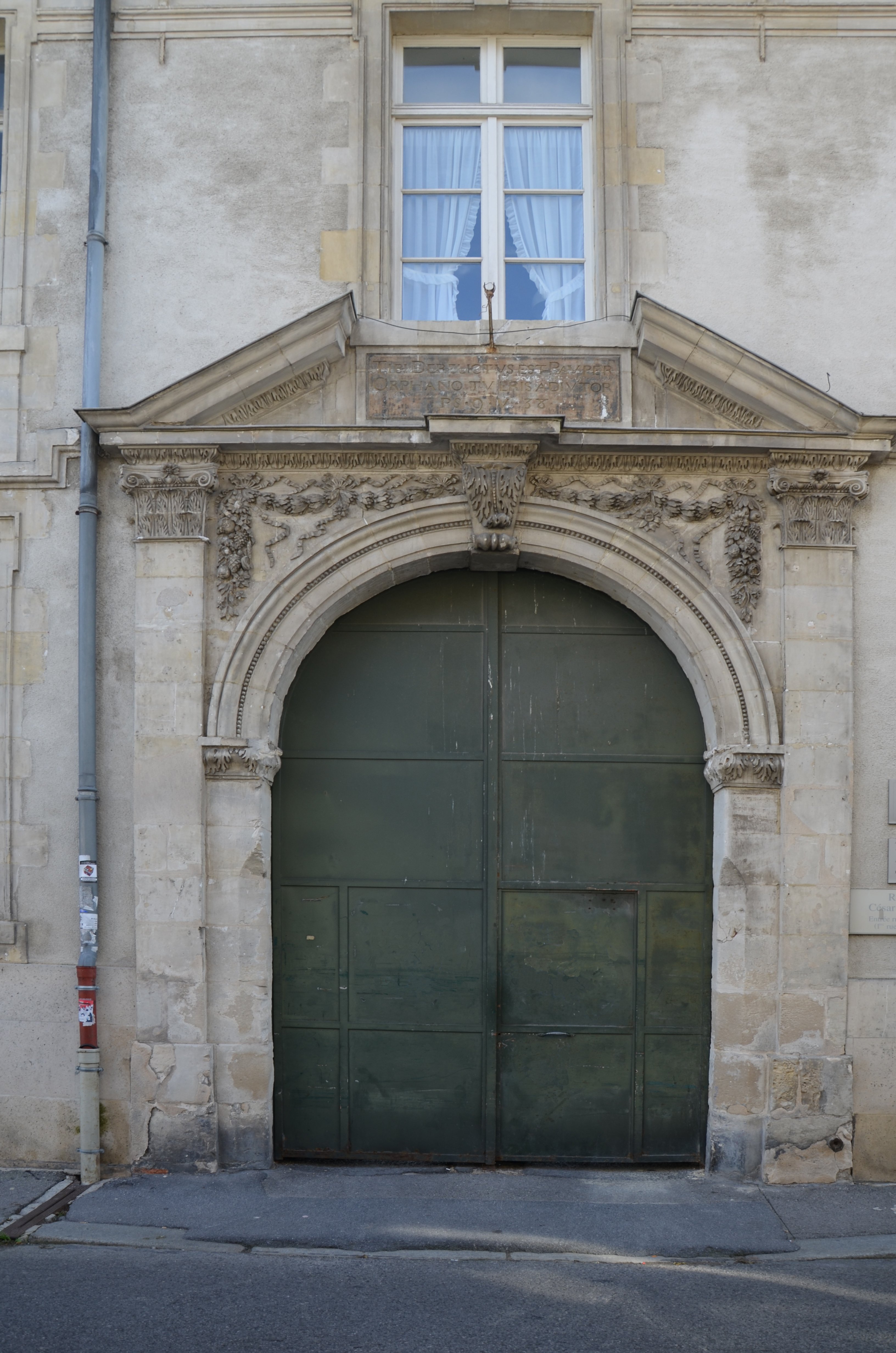
Entrée rue du 13 octobre 1918.
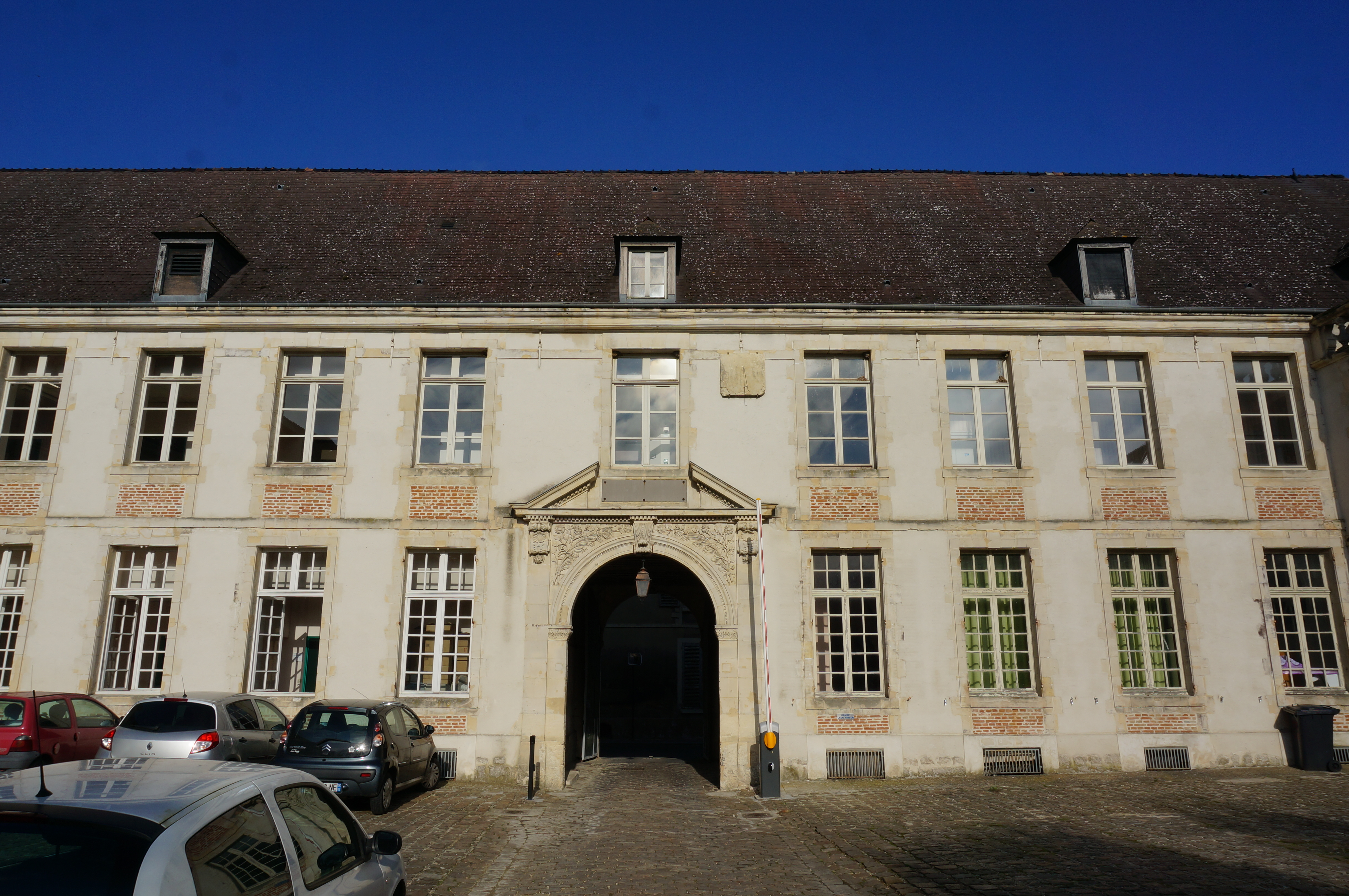
Même bâtiment côté cour.
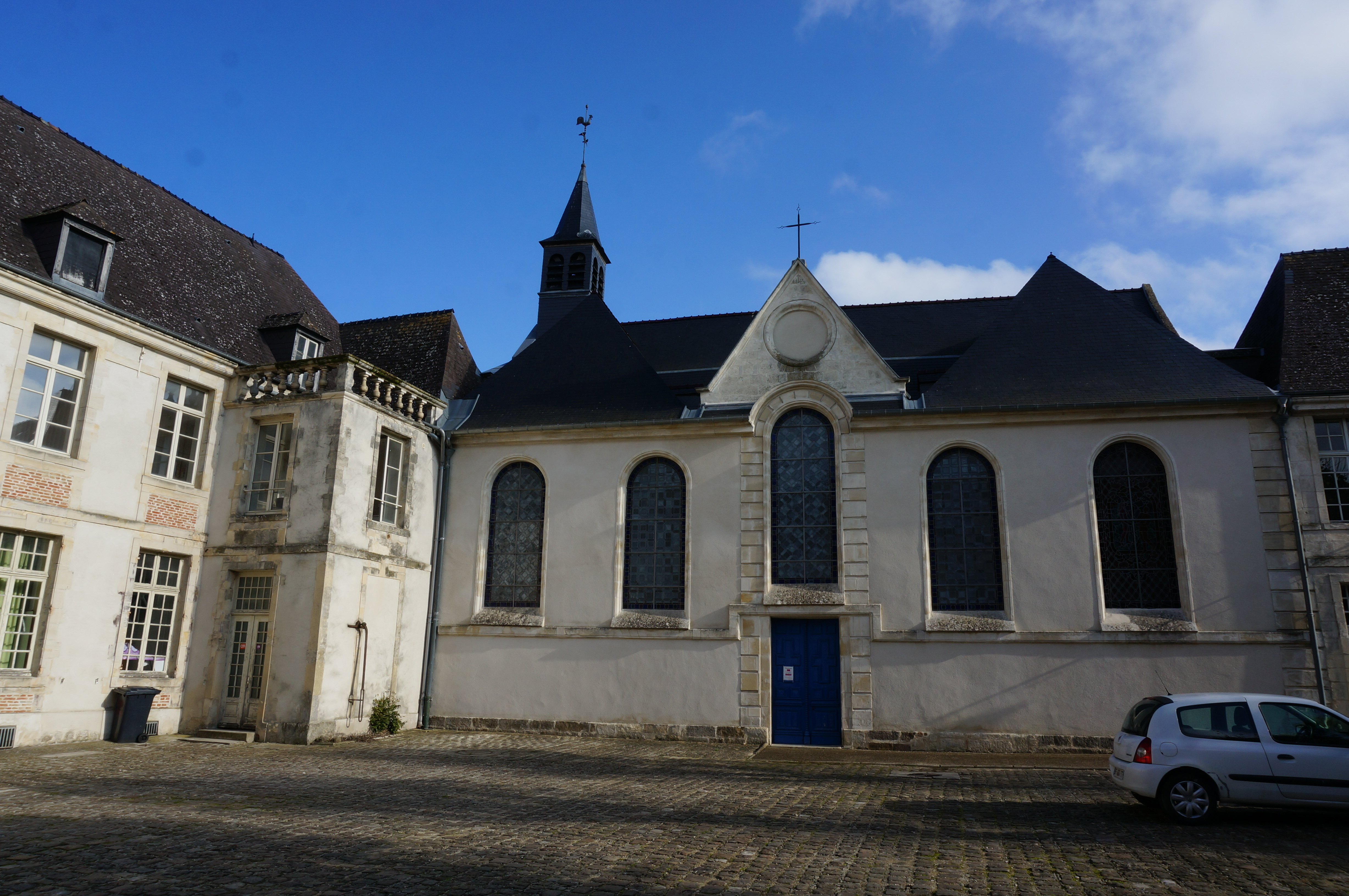
Bâtiment côté est.